# Пейн, Джимми
Джеймс Болчерсон «Джимми» Пейн (англ. James Bolcherson "Jimmy" Payne; 10 марта 1926, Ливерпуль, Ланкашир — 23 января 2013) — английский футболист, выступавший на позиции правого вингера. Один из немногих игроков, успевших в своей карьере поиграть и за «Ливерпуль», и за «Эвертон».

## Биография
Родился 10 марта 1926 года в городе Бутл (Ланкашир). Будучи с детства фанатом «Эвертона», Пейн провёл почти всю свою карьеру в составе «Ливерпуля», подписав контракт с клубом в 1944 году. Его дебют состоялся в 1948 году: Пейн играл за «красных» до 1956 года, сыграв 244 матча на позиции правого вингера. Дебютным матчем Пейна в Футбольной лиге стал матч 11 сентября 1948 года против клуба «Болтон Уондерерс» (победа 1:0), а спустя месяц он забил свой первый гол, сделав это на домашнем поле в ворота «Челси» (ничья 1:1, сравнял счёт).
Будучи правым вингером, Пейн отличался отличной техникой и мог обыграть противника один-в-один. От болельщиков заработал прозвище «Мерсисайдский Мэтьюз» (англ. The Merseyside Matthews), поскольку пресса неоднократно сравнивала его с именитым игроком «Сток Сити». В команде он играл в связке с правым полусредним нападающим Джеком Балмером, а также нередко помогал игравшему слева Билли Лидделлу, который совершал рывки в глубину обороны противника. Отличался также умением читать игру, что позволяло ему своевременно сделать навес или проникающий пас.
В сезон 1949/1950 Джимми Пейн сыграл все семь матчей в Кубке Англии: в третьем раунде в переигровке он забил победный гол в ворота «Блэкберн Роверс», в четвёртом раунде отличился в игре против «Эксетер Сити». Играл и в финале против «Арсенала» на лондонском «Уэмбли», в котором ливерпульцы проиграли 0:2: в финале он проиграл дуэль валлийцу Уолли Барнсу. Финал Кубка Англии стал первым матчем «Ливерпуля» на «Уэмбли».
В сезоне 1951/1952 по решению тренера Дона Уэлша он был переведён на левый фланг, однако стал играть хуже: он был не в состоянии включать свою скорость, за что подвергался освистыванию со стороны фанатов. Даже после возвращения на правый фланг он не смог вернуть былую мощь. Позже Пейн из-за травм стал чаще выпадать из основного состава «Ливерпуля», который ещё и вылетел из Первого дивизиона Футбольной лиги: вместо Пейн в стартовый состав заявляли Брайана Джексона. В итоге в апреле 1956 года Пейн перешёл за 5 тысяч фунтов в «Эвертон», сыграв там всего 6 матчей (в том числе 5 в Лиге) в сезоне 1956/1957. Он завершил карьеру в 30 лет, не реализовав до конца весь свой потенциал. Всего он сыграл 243 матча за «Ливерпуль», забив 43 гола.
Пейн привлекался во вторую сборную Англии в 1950 году, которая совершала турне по Европе, и сыграл за неё три матча. При этом в основную сборную не был вызван ни разу, поскольку не мог соревноваться со Стэнли Мэтьюсом и Томом Финни.
После окончания карьеры он купил газетный киоск, а затем стал владельцем гостиницы в Озёрном крае. До конца своих дней он оставался последним живым игроком — участником финала Кубка Англии 1950 года.
Был женат, оставил сына и дочь. Скончался 22 января 2013 года в Кендале (Камбрия).